# Гер, Августус Джон Катберт
Августус Джон Катберт Гер (англ. Augustus John Cuthbert Hare; 13 марта 1834, Рим — 22 января 1903, Восточный Суссекс) — английский писатель

-путешественник.

## Биография
Родился в Риме. После отказа родителей был усыновлён и воспитывался его тетей. В 1847 году поступил в школу Харроу, но из-за болезни учёбу не окончил. В 1853 году поступил в Университетский колледж Оксфорда, который окончил в 1857 году со степенью бакалавра.
В 1878—1879 годах сопровождал наследного принца Швеции Густава в его длительной зарубежной поездке.
Много путешествовал, изучал искусство и древности итальянских городов, которые он изобразил в большом количестве иллюстрированных им самим сочинениях, таких как «Прогулки по Риму». Автор ряд очень известных описаний путешествий, таких как «Walks in Roma» (1870), «Memorials of a quiet life» (1884), «Venice» (1888), «Florence» (1888), также написал «Sketches in Holland and Scandinavia» (1885), «Biographical Sketches» (1895) и довольно обширные мемуары «История моей жизни» (в 6 томах, 1896—1900).
Похоронен в Херстмонсо.